# گودرز حبیبی
گودرز حبیبی (زاده ۱۳۲۵ در تهران) بازیکن سابق فوتبال ایرانی است که در پست دفاع راست بازی می‌کرد. وی سابقه بازی در تیم‌های شعاع تهران، پیکان تهران و تاج تهران را دارد.
برادر بزرگ وی حسن حبیبی از فوتبالیستهای بنام و ملی پوش قبل از او بوده‌است. وی سابقه ۵ بازی ملی نیز در کارنامه دارد.تک گل وی در فینال فوتبال بازیهای آسیایی ۱۹۶۶ باعث شکست تیم ملی فوتبال ژاپن و قهرمانی تیم ملی ایران گردید.